# Lecteria abnormis
Lecteria abnormis är en tvåvingeart som beskrevs av Alexander 1914. Lecteria abnormis ingår i släktet Lecteria och familjen småharkrankar. Inga underarter finns listade i Catalogue of Life.